# Star Wars Resistance
Star Wars Resistance és una sèrie de televisió d'animació 3D CGI part de la franquícia Star Wars, creada per Lucasfilm. La sèrie empra un estil cel-shaded. Segueix la història de Kazuda Xiono, un pilot de la Nova República que és reclutat per la Resistència perquè espiï els moviments del Primer Orde (una amenaça creixent a la galàxia). Els esdeveniments tenen lloc alhora que els esdeveniments de la trilogia seqüela.
La sèrie es va estrenar a Disney Channel el 7 d'octubre de 2018, i l'endemà va debutar a Disney XD als Estats Units i a la resta del món. El desembre de 2018 es van publicar dotze curtmetratges de Star Wars Resistance en el canal de YouTube de Disney Channel.
La segona i última temporada es va estrenar el 6 d'octubre de 2019 a Disney Channel, Disney XD, i DisneyNow. La sèrie va acabar el 26 de gener del 2020 després d'haver-se emès quaranta episodis.